# Club Esportiu Thàder
El Club Esportiu Thàder és un club de futbol de la ciutat de Rojales en la província d'Alacant. Va ser fundat en 1972 i juga en la Regional Preferent valenciana. El seu uniforme titular és: Samarreta blanc-i-blava a franges verticals, pantalons blancs i mitjanes blaves. Juga a l'estadi Municipal de Rojales.

## Història
Amb la denominació de Thàder s'han conegut diversos equips de Rojales al llarg del segle xx. Entre els anys 30 i els anys 60, el Thàder va aplegar fins i tot a jugar en Tercera Divisió. Eixe equip va introduir l'actual indumèntaria, agafant els colors de l'Hèrcules CF.
En la temporada 2006/07 el club va acabar en segona posició la fase liguera de Regional Preferent, permitint-li l'accés als play-offs. Aquests consistien en dues eliminatòries a doble partit, les quals el Thàder les va resoldre d'una manera clara, sobretot en l'última i decisiva eliminatòria, en la qual l'anada enfront del Torrellano la va guanyar a domicili per 0-1 i la volta per un contundent 4-2. Després de 53 anys, l'equip va tornar a jugar en la Tercera Divisió. Només va estar una campanya i va descendir de nou a la Regional Preferent.

## Temporades[9][10]
| Temporada                  | Grup                     | Categoria                | Classificació |
| Etapa Federació Murciana   | Etapa Federació Murciana | Etapa Federació Murciana |               |
| -------------------------- | ------------------------ | ------------------------ | ------------- |
| 1977/78                    | 4                        | 2a Reg.                  | 5é            |
| 1978/79                    | 4                        | 2a Reg.                  | 8é            |
| 1979/80                    | 4                        | 2a Reg.                  | ?             |
| 1981/82                    |                          | 1a Reg.                  | 12é           |
| 1982/83                    |                          | 1a Reg.                  | 14é           |
| 1983/84                    |                          | 1a Reg.                  | 16é           |
| 1984/85                    |                          | 1a Reg.                  | 11é           |
| 1985/86                    |                          | 1a Reg.                  | 3r            |
| 1986/87                    |                          | 1a Reg.                  | 3r            |
| Etapa Federació Valenciana |                          |                          |               |
| 1987/88                    | Sud                      | Reg. Pref.               | 11é           |
| 1988/89                    | Sud                      | Reg. Pref.               | 15é           |
| 1989/90                    | Sud                      | Reg. Pref.               | 15é           |
| 1990/91                    | Sud                      | Reg. Pref.               | 15é           |
| 1991/92                    | Sud                      | Reg. Pref.               | 14é           |
| 1992/93                    | 5                        | 1a Reg.                  | 5é            |
| 1993/94                    | 5                        | 1a Reg.                  | 6é            |

| Temporada | Grup | Categoria       | Classificació |
| --------- | ---- | --------------- | ------------- |
| 1994/95   | 5    | 1a Reg.         | 15é           |
| 1995/96   | 5    | 1a Reg.         | 7é            |
| 1996/97   | 5    | 1a Reg.         | 15é           |
| 1997/98   | 7    | 1a Reg.         | 13é           |
| 1998/99   | 7    | 1a Reg.         | 10é           |
| 1999/00   | 7    | 1a Reg.         | 14é           |
| 2000/01   | 11   | 2a Reg.         | 5é            |
| 2001/02   | 11   | 2a Reg.         | 14é           |
| 2002/03   | 12   | 2a Reg.         | 4t            |
| 2003/04   | 12   | 2a Reg.         | ?             |
| 2004/05   | 7    | 1a Reg.         | 1r            |
| 2005/06   | 4    | Reg. Pref.      | 5é            |
| 2006/07   | 4    | Reg. Pref.      | 2n            |
| 2007/08   | 4    | Tercera Divisió | 18é           |
| 2008/09   | 4    | Reg. Pref.      | 13é           |
| 2009/10   | 4    | Reg. Pref.      | 4t            |
| 2010/11   | 4    | Reg. Pref.      | 8é            |